# Alejandro Hales
Alejandro Hales Jamarne (Temuco, 23 de abril de 1923-Santiago, 7 de abril de 2001) fue un abogado, diplomático y político chileno de ascendencia jordana, miembro del Partido Demócrata Cristiano (PDC). Se desempeñó como ministro de Estado de su país, durante los gobiernos de los presidentes Carlos Ibáñez del Campo, Eduardo Frei Montalva y Patricio Aylwin Azócar, destacándose de dichas participaciones su rol en el proceso de chilenización del cobre, llevado adelante en la década de 1960.
Por haber ejercido en tres ocasiones el cargo de ministro de Minería, en su honor, la estatal Corporación Nacional del Cobre de Chile (Codelco-Chile) bautizó con su nombre una de sus principales operaciones.

## Familia y estudios
Nació en la ciudad chilena de Temuco el 23 de abril de 1923, hijo de Demetrio Hales Hales y Julia Jamarne Manzur, inmigrantes jordanos avecindados en Chile desde 1913. Fue uno de los cuatro hijos que tuvo el matrimonio; los otros fueron Frida, Renato, Ilés y Enrique. Su enseñanza primaria la cursó en el Instituto de Humanidades San José de Temuco. Posteriormente en 1940, ingresó a estudiar leyes en la Universidad de Chile, titulándose como abogado en 1946, con la tesis El cooperativismo en el pasado y en el presente. Juró el 2 de enero de 1947.
Se casó en Traiguén en 1945 con Adela Dib Sanhueza, con quien tuvo cuatro hijos: Patricio, arquitecto, quien fuera diputado de la República por cinco períodos legislativos consecutivos, desde 1994 hasta 2014; Jaime, abogado y escritor; Cecilia, médica; y Carmen Andrea, psicóloga.

## Carrera política

### Ministro de Carlos Ibáñez

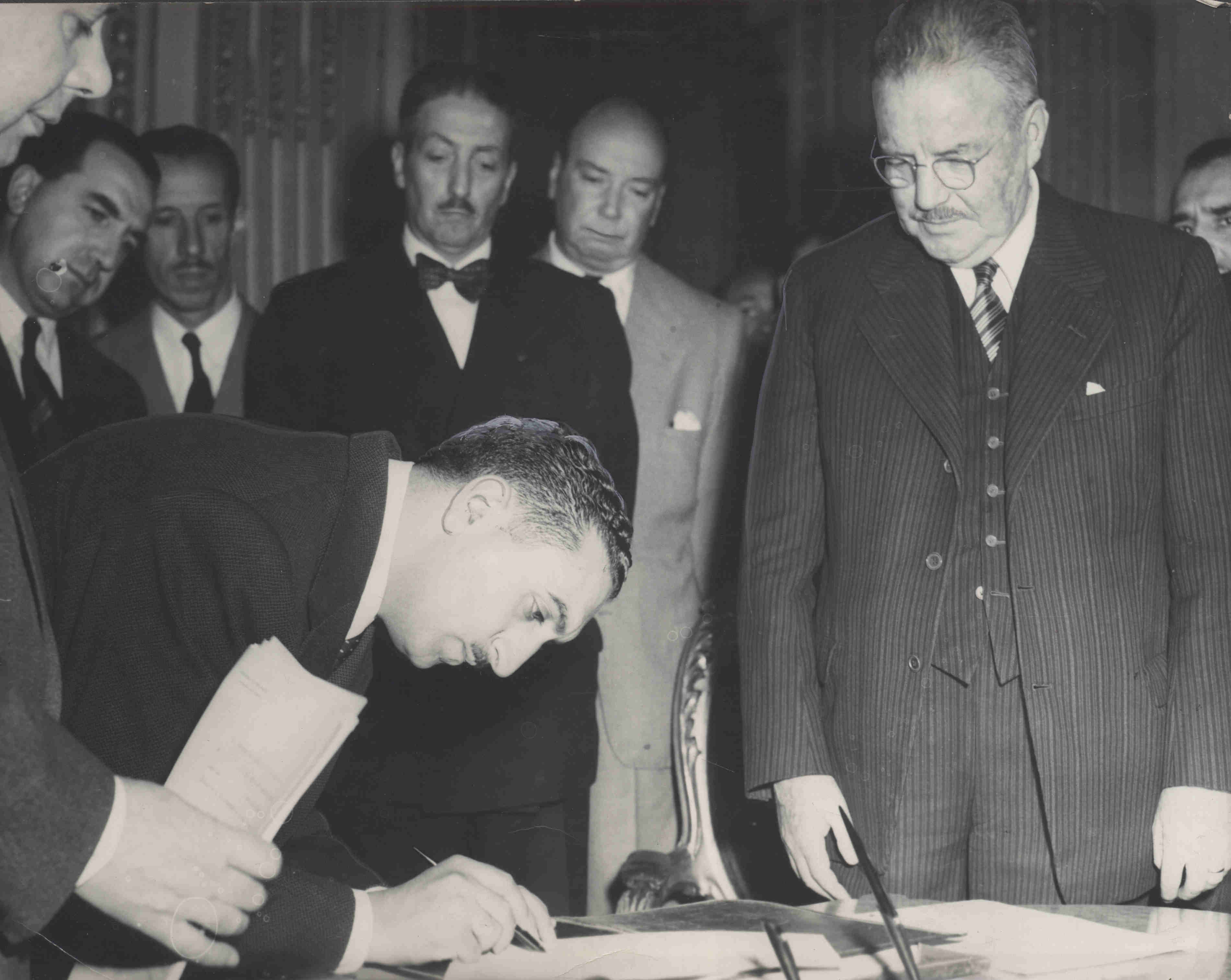
Hales asume como ministro de Estado Carlos Ibáñez, quien lo observa a la derecha.

Se involucró en política siendo aún un estudiante universitario, tiempo en el que llegó a ser un alto dirigente de la Federación de Estudiantes de la Universidad de Chile (FECh).
Ingresó al Partido Agrario Laborista (PAL) cuando éste se fundó, en 1942, en Temuco, representando a los agricultores de la Provincia de Cautín. Dicha tienda fue uno de los puntales de la campaña presidencial de 1952 del general Carlos Ibáñez del Campo, quien era parte de la ola de nacionalismos socializantes que se extendía por América Latina.
En ese contexto, se desempeñó como secretario general de la campaña presidencial de Ibáñez. Gracias a eso, en 1953, una vez alcanzado el triunfo, fue designado biministro de Agricultura, y de Tierras y Colonización, con apenas treinta años de edad. En 1954 se le sumó durante unas pocas semanas la cartera de Minería.
Entre 1954 y 1958 fue embajador político de Chile en Bolivia.

### Aliado de Frei Montalva

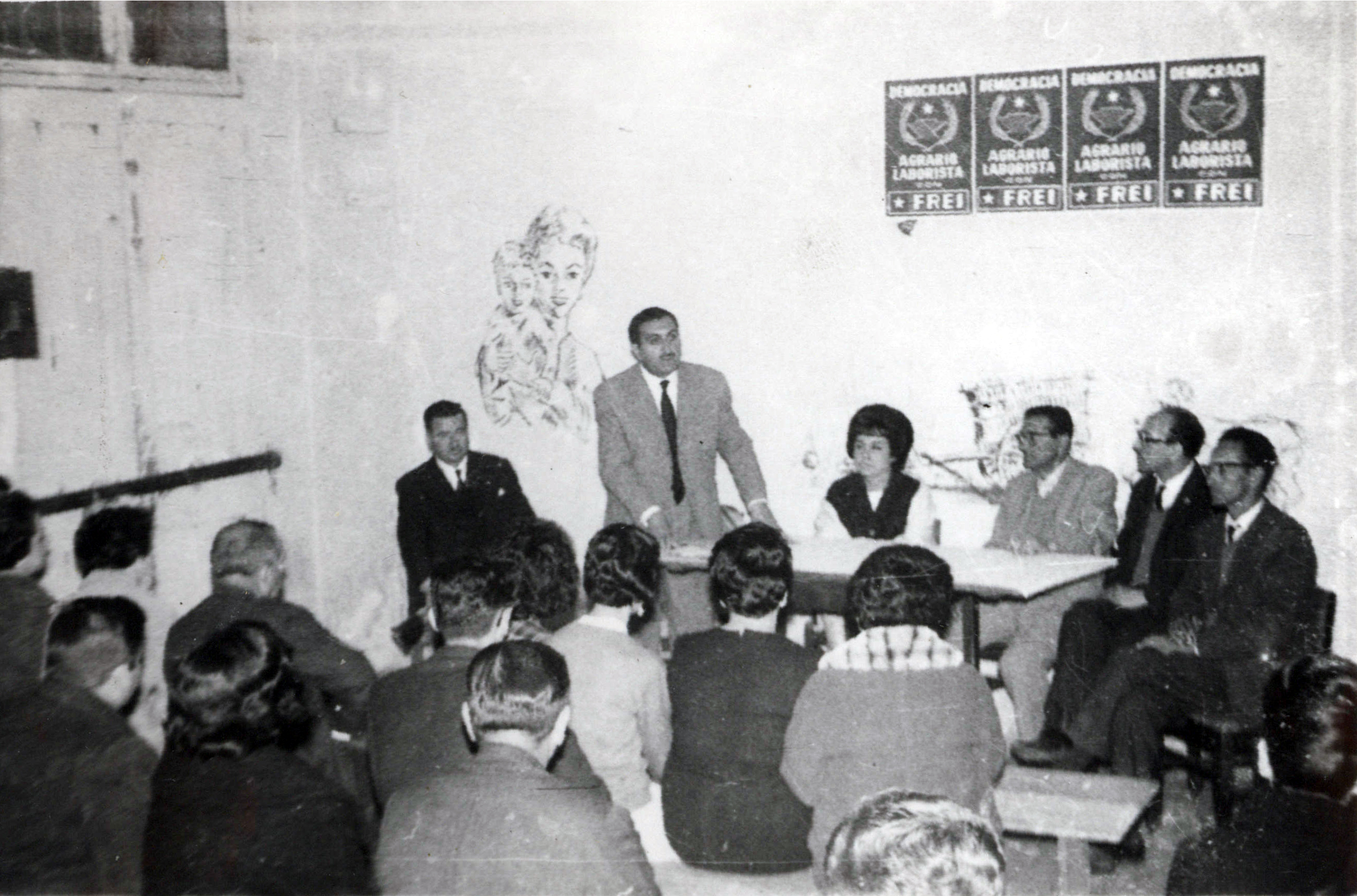
Hales junto a dirigentes de la Democracia Agrario Laborista.

En 1964, junto a algunos pocos dirigentes de su anterior partido, formó la Democracia Agrario Laborista, para apoyar la campaña presidencial de Eduardo Frei Montalva, quien ganaría la elección de 1964.
Participó en las elecciones parlamentarias de 1965 como candidato a senador por la 8.ª Agrupación Provincial de Bío-Bío, Malleco y Cautín, pero no fue elegido.
Ese año fue nombrado presidente de la Comisión Nacional del Trigo. Antes había sido director del Banco del Estado de Chile, consejero de la estatal Corporación de Fomento de la Producción (Corfo) y desde 1966 fue, nuevamente, ministro de Minería.
Durante este periodo le correspondió la inauguración de la refinería Ventanas de la Empresa Nacional de Minería (Enami). En 1967 viajó a Zambia para participar en la reunión de ministros de Minería que creó el Consejo Intergubernamental de Países Exportadores de Cobre (CIPEC).
Como ministro de Frei Montalva le tocó ser parte de uno de los principales hitos de la historia de la minería del país: la Chilenización del Cobre.
En 1972 fue elegido presidente del Centro de Estudios Económicos y Políticos. Durante este periodo y de manera progresiva se convirtió en activo opositor al Gobierno del presidente Salvador Allende, llegando a organizar grandes manifestaciones y marchas de los mineros de El Teniente.
Para las elecciones parlamentarias de 1973, jugó un importante rol en el comando de la campaña de Frei Montalva quien, una vez electo, asumió la presidencia del Senado.

### Dictadura militar
Luego del golpe de Estado del 11 de septiembre de 1973, por un breve tiempo se manifestó en favor de la intervención militar, dado su carácter de opositor al gobierno de la Unidad Popular y acorde a su diagnóstico de la situación política por la que atravesaba el país. En esa condición, prestó asesorías en el ámbito de la minería a las nuevas autoridades, sin llegar a asumir un cargo.
Sin embargo, debido a su experiencia directa con los excesos y las violaciones de derechos humanos, asumió una postura crítica que desembocaría en un franco rechazo. En ese periodo fue presidente del Colegio de Abogados, desde donde defendió los derechos humanos vulnerados por el régimen de Augusto Pinochet. Este hecho determinó que una de sus hijas fuera secuestrada y torturada, y uno de sus hijos detenido y apresado por la dictadura. En 1987 hizo público que el Poder Judicial tramitó solamente una docena de los más de siete mil recursos de amparo que los familiares de las víctimas de las violaciones de los derechos humanos habían presentado.
En 1988 fue presidente del movimiento Independientes por el Consenso Democrático y en 1989 precandidato presidencial.

### Gobiernos de la Concertación

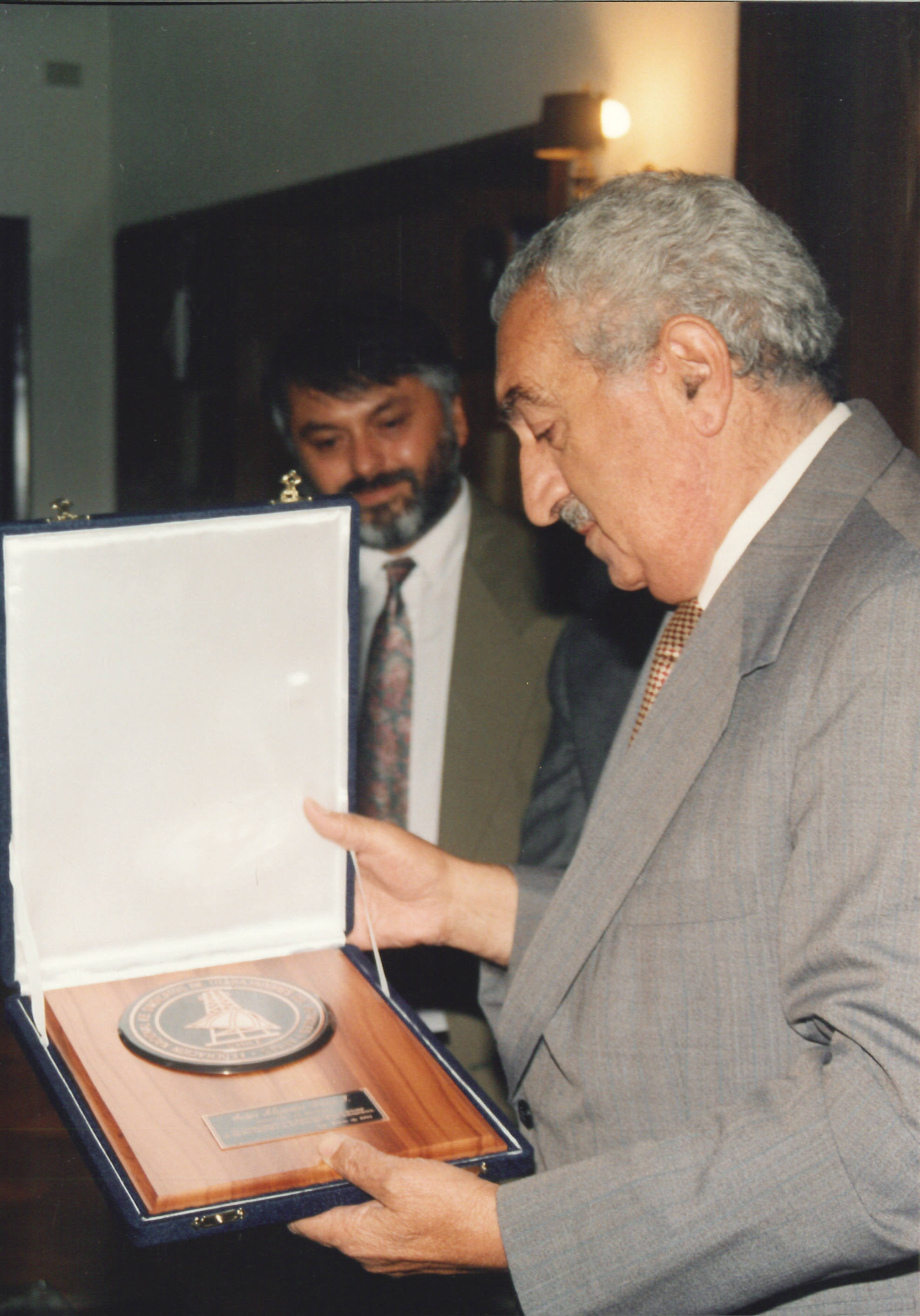
Alejandro Hales recibiendo un reconocimiento de ENAP en 1994.

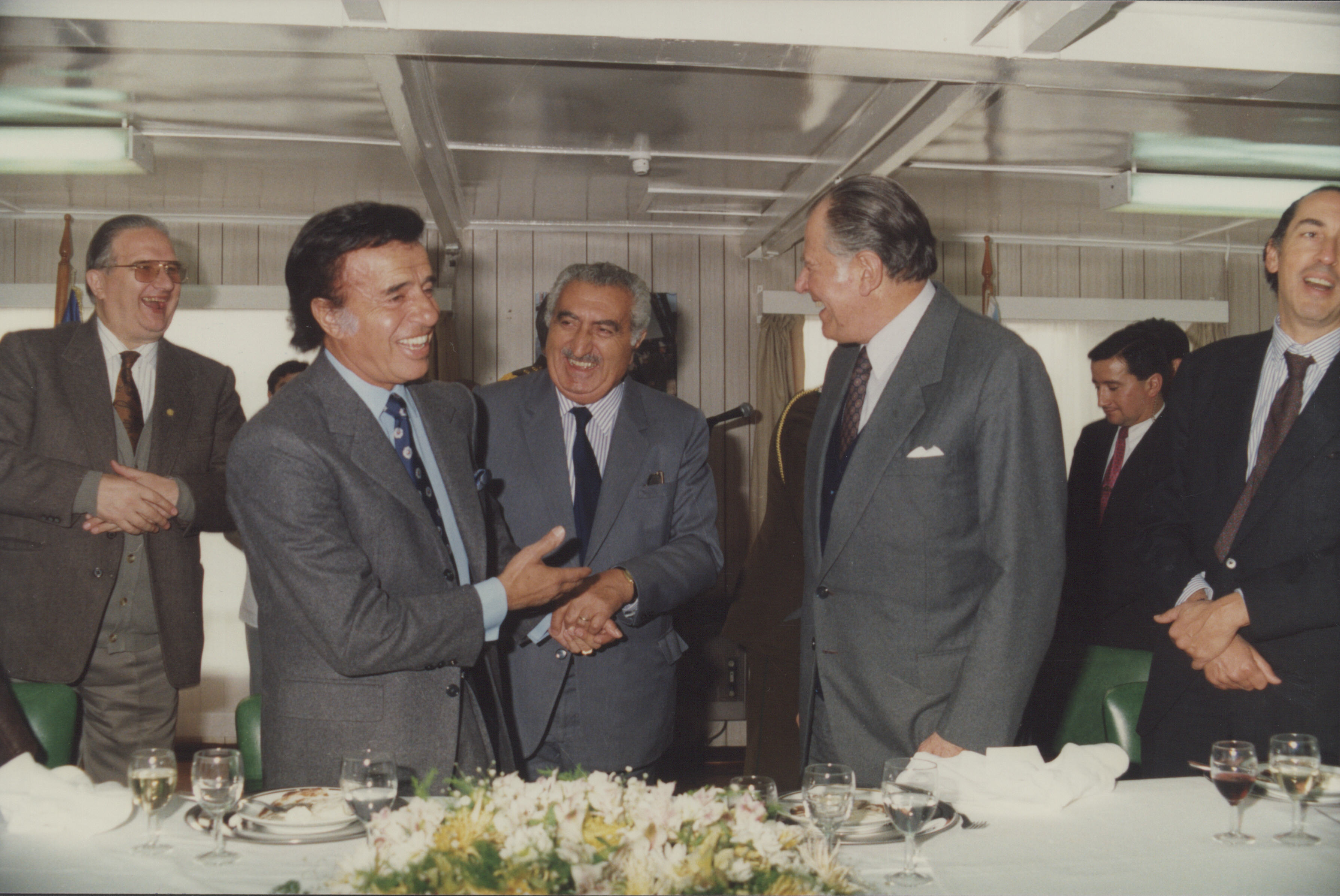
Hales entre los presidentes Carlos Menem (izquierda) y Patricio Aylwin (derecha).

Tras el retorno a la democracia, fue nombrado, en 1992, ministro de Minería, esta vez por el presidente Patricio Aylwin. Debió presidir el directorio de Codelco, donde se destacó por impulsar las exploraciones del yacimiento Mansa Mina. También representó a la primera autoridad del país en el directorio del Banco del Estado.
En octubre de 1996 fue elegido concejal de la Municipalidad de Ñuñoa, con 20.371 votos o un 21,14%, la segunda mayoría comunal lo que le impidió alzarse como alcalde. Renunció poco tiempo antes de fallecer por los problemas de salud derivados de un cáncer de estómago.

## Homenajes
En 2004 el directorio de Codelco decidió cambiar el nombre del yacimiento Mansa Mina por el de Ministro Hales, a fin de rendirle un reconocimiento.
También la calle Eduardo Donoso de Santiago fue rebautizada como Alejandro Hales en su honor.

## Historial electoral

### Elecciones parlamentarias de 1965
- Elecciones parlamentarias de 1965, candidato a senador por la 8ª Agrupación Provincial, Bío-Bío, Malleco y Cautín.[14]

| Candidato                     | Partido | Votos  | %     | Resultado |
| ----------------------------- | ------- | ------ | ----- | --------- |
| Luis Valdés Larraín           | PCU     | 4853   | 3,03  |           |
| Joaquín Prieto Concha         | PCU     | 4038   | 2,52  |           |
| Gustavo Loyola Vásquez        | PCU     | 1788   | 1,11  |           |
| Juan Widmer Ewertz            | PCU     | 3082   | 1,92  |           |
| Julio Durán Neumann           | PR      | 23 793 | 14,84 | Senador   |
| Julio Sepulveda Rondanelli    | PR      | 7532   | 4,69  |           |
| Carlos Montero Schmidt        | DAL     | 1525   | 0,95  |           |
| Hernán Lavandero Figueroa     | DAL     | 2214   | 1,38  |           |
| Gonzalo Quinteros Tricot      | DAL     | 357    | 0,2   |           |
| Alejandro Hales Jamarne       | DAL     | 3604   | 2,25  |           |
| Renán Fuentealba Moena        | PDC     | 45 513 | 28,38 | Senador   |
| José García González          | PDC     | 1583   | 0,99  | Senador   |
| Ricardo Ferrando Keun         | PDC     | 14 855 | 9,26  | Senador   |
| Jorge Saelzer Balde           | PL      | 3515   | 2,19  |           |
| Miguel Huerta Muñoz           | PL      | 15 430 | 9,62  |           |
| Luis Fernando Luengo Escalona | PADENA  | 16 380 | 10,2  | Senador   |
| Alfredo Kuncar Uhlmann        | PADENA  | 1340   | 0,84  |           |
| José Marcos Lamas             | PADENA  | 8957   | 5,59  |           |

### Elecciones municipales de 1996
- Elecciones municipales de 1996, para la alcaldía de Ñuñoa[15]

(Se consideran solo los 4 candidatos más votados, de un total de 27 candidatos)
| Candidato                 | Pacto                          | Partido    | Votos  | %     | Resultado |
| ------------------------- | ------------------------------ | ---------- | ------ | ----- | --------- |
| Pedro Sabat Pietracaprina | Unión por Chile                | RN         | 28 669 | 29,76 | Alcalde   |
| Alejandro Hales Jamarne   | Concertación por la Democracia | PDC        | 20 371 | 21,14 | Concejal  |
| Pablo Vergara Loyola      | Opción Humanista               | PH         | 17 717 | 18,39 | Concejal  |
| Felipe Salaberry Soto     | Unión por Chile                | Indep. UDI | 7292   | 7,57  | Concejal  |